# Babenberg (geslacht)

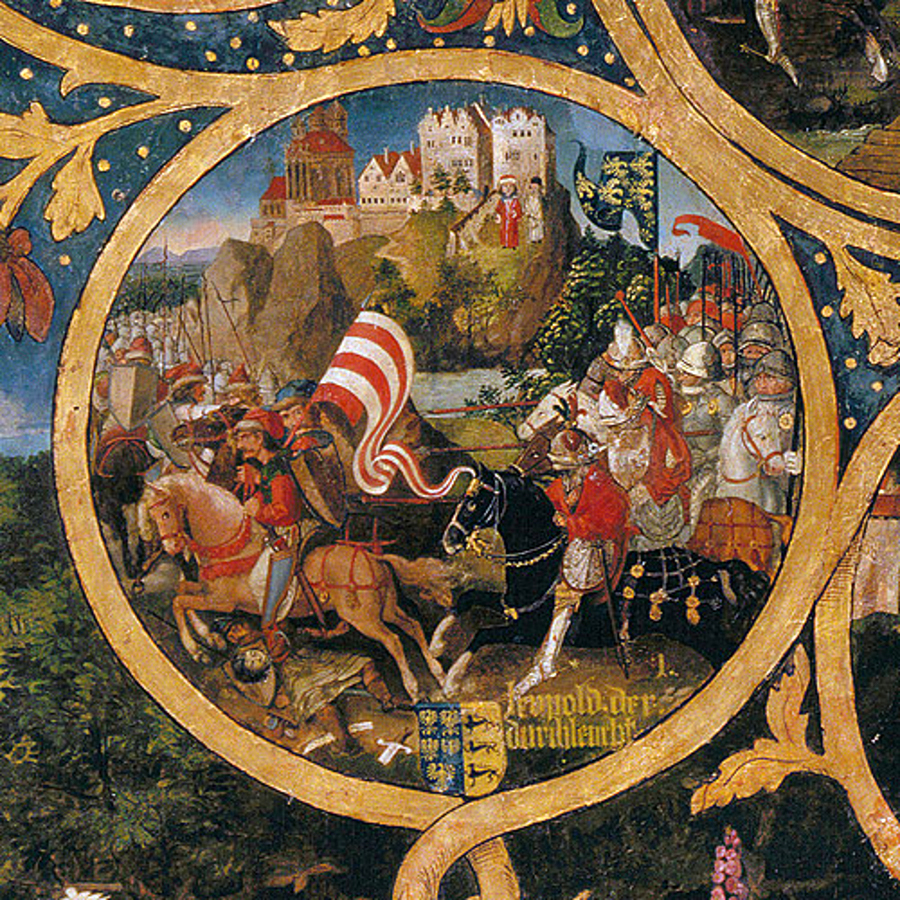
Hertog Leopold I van Babenberg

Het huis Babenberg was een adellijke dynastie van Oostenrijkse markgraven en hertogen. Het geslacht was afkomstig uit Bamberg in het hertogdom Franken (het huidige Beieren). De Babenbergers regeerden over Oostenrijk, eerst als keizerlijke markgraaf van Marcha Austriae vanaf de oprichting in 976 tot aan de verheffing van Oostenrijk tot een hertogdom, en daarna tot het uitsterven van de linie in 1246. Hierna werden zij opgevolgd door het huis Habsburg als heersers van Oostenrijk.
De stamvader van de dynastie was Leopold I die in 976 tot markgraaf werd benoemd. In de 12e eeuw speelde de familie een belangrijke rol binnen de Oostenrijkse adel. De macht van het huis Babenberg eindigde toen hertog Frederik II van Oostenrijk in 1246 overleed en er geen mannelijke opvolgers waren en de linie uitstierf.
De vlag van Oostenrijk gaat terug op de zegelkleuren van Frederik II.

## Bekende telgen
- Gertrude van Babenberg,  hertogin van Mödling en titulaire hertogin van Oostenrijk en Stiermarken.
- Leopold III van Oostenrijk (markgraaf) - markgraaf van Oostenrijk.
- Poppo van Babenberg, aartsbisschop van Trier.